# Gaetano Chiaveri
Gaetano Chiaveri (Roma, 1689 – Foligno, 5 marzo 1770) è stato un architetto italiano, esponente del Barocco.
I suoi lavori più importanti furono condotti nella seconda fase del barocco di Dresda: tra le altre cose progettò la Katholische Hofkirche e l'ala nuova del Castello Reale di Varsavia. Supervisionò inoltre la costruzione del Palazzo Kadriorg su progetto di Nicola Michetti.